# 후쓰카이치역
후쓰카이치역(일본어: 二日市駅)은 일본 후쿠오카현 지쿠시노시에 있는 규슈 여객철도 가고시마 본선의 역이다. 지쿠시노 시의 현관문이다. 규다이 선의 모든 특급, 아리아케(하행만), 가모메의 일부, 미도리 및 하우스텐보스의 대부분이 정차한다. 또한, JR의 역으로서는 다자이후 천만궁, 규슈 국립박물관의 가장 가까운 역이기도 하다. 이 역을 내린 후는 서일본 철도 다자이후 선이나 노선 버스 · 택시를 이용했던 상으로의 액세스가 된다.

## 역 구조 및 승강장
섬식 승강장 2면 4선의 설비를 가지는 지상역이다. 서로의 승강장은 과선교로 연락하고 있다. 예전에는 승강장이 2면 3선이었지만, 고속 통과 운전화에 의해 역사 쪽의 선로가 철거되어, 대신에 섬식 승강장이 1선 증설되었다. 역 서점은 다자이후 천만궁을 모티브로 하고 있다. '우메가야모치'의 점포가 있으며, 갓 구운 냄새가 맞이방으로 감돌고 있다. 배리어 프리가 공사가 2009년 11월에 완료해, 엘리베이터 · 에스컬레이터를 완비하는 역이 되었다.
직영역으로, 발권 창구 · 자동 개찰기 · 와이와이 카드나 SUGOCA로 대응했던 승차권 자동 발매기가 설치되어 있다.
| 1 | ■ 가고시마 본선 | (하행) | 도스 · 구루메 · 오무타 방면            |
| 2 | ■ 가고시마 본선 | (하행) | 도스 · 구루메 · 오무타 방면            |
| 2 | ■ 가고시마 본선 | (상행) | 하카타 · 아카마 · 고쿠라 · 모지코방면  |
| 3 | ■ 가고시마 본선 | (상행) | 하카타 · 아카마 · 고쿠라 · 모지코 방면 |

## 이용 현황
- 1일 평균 승차 인원 6,761명(2010년도).

## 역 주변
- 지쿠시노 시청
  - 상하수도부 사무소
  - 지쿠시노 시민 도서관
  - 지쿠시노 시 역사 박물관
  - 지쿠시노 시 문화회관
- 지쿠시노 경찰서
- 후쿠오카 현 적십자 혈액 센터
- 후쓰카이치 온천
- 부소지
- 덴파이잔
- 다자이후 천만궁
- 규슈 국립박물관
- 후쓰카이치 추오도리 상점가
- 후쓰카이치 그린호텔

## 역사
- 1889년 12월 11일 : 규슈 철도(초대)가 개업.
- 1907년 7월 1일 : 규슈 철도(초대)가 국유화되어 제국철도청이 소관.
- 1908년 12월 14일 : 아사쿠라 궤도 후쓰카이치 - 아마기 간이 개업.
- 1939년 8월 21일 : 아사쿠라 궤도 운행 휴지.
- 1940년 4월 19일 : 아사쿠라 궤도 폐지.
- 1987년 4월 1일 : 일본국유철도 분할 민영화에 의해, 규슈 여객철도가 승계.
- 2009년 3월 1일 : IC카드 SUGOCA의 사용을 개시.

## 인접 역
| 가고시마 본선            | 가고시마 본선   | 가고시마 본선          |
| ------------------------ | --------------- | ---------------------- |
| 오노조 모지코 방면       | ■ 쾌속 · 준쾌속 | 하루다 아라오 방면     |
| 도후로미나미 모지코 방면 | ■ 보통          | 덴파이잔 가고시마 방면 |